# Décès en 962
Décès
- 958
- 959
- 960
- 961
- 962
- 963
- 964
- 965
- 966

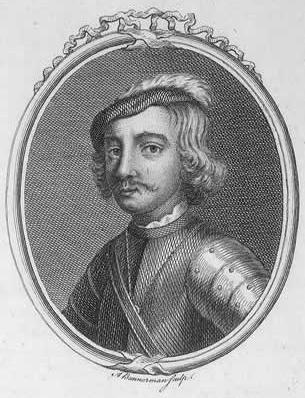
Indulf, mort en 962.

Cette page dresse une liste de personnalités mortes au cours de l'année 962 :
- 1er janvier : Baudouin III de Flandre.
- 26 avril : Adalbéron, évêque de Metz.
- 23 mai : Guibert de Gembloux, ermite, moine, et saint.
- 23 juin : Charles-Constantin de Vienne, ou Charles-Constantin de Provence, comte de Viennois.
- 7 septembre : Gauzelin de Toul, trente-deuxième évêque de Toul.
- 14 octobre: Adèle de Normandie, noble de la Maison de Normandie.
- décembre : Ordoño IV de León, roi de León, des Asturies et de Galice.

- Æthelwald, ealdorman d'Est-Anglie.
- Indulf, roi d'Écosse, mort au combat contre les Vikings.
- Hugues de Reims, comte et archevêque de Reims.
- Dong Yuan, peintre chinois.

## Crédit d'auteurs
- Cet article est partiellement ou en totalité issu de l'article intitulé « 962 » (voir la liste des auteurs).